# القاموس الآرامي الشامل
القاموس الآرامي الشامل هو قاعدة بيانات على الإنترنت تحتوي على قاموس يمكن البحث فيه، بالإضافة إلى نصوص من مختلف لهجات اللغة الآرامية. يشمل هذا المشروع أكثر من 3 ملايين كلمة مفسرة لغوياً.
تم إطلاق المشروع في الثمانينيات ويستضيفه حالياً معهد الدين اليهودي في كلية الاتحاد العبري في مدينة سينسيناتي بولاية أوهايو.

## اللهجات
يشمل القاموس الآرامي الشامل اللهجات والنصوص الآرامية التالية.
- الآرامية القديمة
- الآرامية الإمبراطورية
- الآرامية التوراتية (الآرامية في الكتاب المقدس)
- آرامية قمران: أجزاء من سفر دانيال، ترجوم لبعض الآيات في سفر اللاويين، وترجومات قمران لسفر أيوب
- الآرامية الأدبية اليهودية: ترجوم أونقلوس، ترجوم يوناثان للأنبياء
- الآرامية الترجومية الفلسطينية: ترجوم نيوفيتي، ترجومات الأجزاء المقطعة، أجزاء من جنيزة القاهرة
- الآرامية الفلسطينية اليهودية
- السريانية
  - البشيطتا للعهد القديم (بما في ذلك الأسفار القانونية الثانية)
  - البشيطتا للعهد الجديد وإنجيل السريانية القديمة
- الآرامية الفلسطينية المسيحية (CPA)
- الآرامية البابلية اليهودية
- المندائية (بإشراف ماثيو مورغنستيرن وأوهاد أبو درهم)
- الآرامية الأدبية اليهودية المتأخرة: ترجوم يوناثان الزائف للتوراة، وجميع ترجومات الأسفار المقدسة
- الآرامية السامرية: ترجوم سامري

## روابط خارجية
- Dialects and texts
- Lexicon browser
- Gloss search